# Список населённых пунктов Ичнянского района
Список населённых пунктов Ичнянского района подан по данным КВКФ на 01. 01. 2006 г.
Общее количество населённых пунктов 77 (1 город, 2 пгт, 67 село и 7 посёлков).
Тип населённого пункта указан в скобках, за исключением сёл.
1)	Августовка
2)	Андреевка
3)	Бакаевка
4)	Барвинково
5)	Безбородьков
6)	Безводовка
7)	Бельмачовка
8)	Бережовка
9)	Буды
10)	Буромка
11)	Веприк
12)	Верескуны
13)	Вишневка
14)	Власовка
15)	Вороновка
16)	Гейцы
17)	Гмырянка
18)	Городня
19)	Грабов
20)	Гужовка
21)	Дзюбовка
22)	Довбни
23)	Дорогинка
24)	Дружба (пгт)
25)	Жовтневое
26)	Загон
27)	Заудайка
28)	Зинченково
29)	Зоцовка
30)	Ивангород
31)	Иваница
32)	Иржавец
33)	Иценков
34)	Ичня (город)
35)	Качановка (посёлок)
36)	Киколы
37)	Ковтуновка
38)	Коломийцево (посёлок)
39)	Комаровка
40)	Коршаки
41)	Крупичполе
42)	Куликовка (посёлок)
43)	Купина
44)	Луговое (посёлок)
45)	Лучковка
46)	Лысогоры
47)	Максимовка
48)	Мартыновка
49)	Монастырище
50)	Новый Подол
51)	Однольков
52)	Ольшана
53)	Парафиевка (пгт)
54)	Пелюховка
55)	Петрушовка
56)	Припутни
57)	Пролески
58)	Пролетарское
59)	Рожновка
60)	Сваричевка
61)	Сезьки
62)	Селихов
63)	Софиевка (посёлок)
64)	Степь
65)	Ступановка
66)	Тарасовка
67)	Тишковка
68)	Томашовка
69)	Тростянец (посёлок)
70)	Хаенки
71)	Хаиха
72)	Червонное
73)	Шевченко (посёлок)
74)	Шилимовичи
75)	Щуровка
76)	Южное